# Complexe du Ogilvie Flour Mills Company Limited
Pour les articles homonymes, voir ADM.
Le complexe du Ogilvie Flour Mills Company (ou l'usine Farine Five Roses ou la minoterie ADM) est un minoterie historique situé dans le quartier Cité du Havre de Montréal. Elle est de notoriété publique grâce à son affichage néon Farine Five Roses que l'on peut apercevoir pendant la nuit à plusieurs kilomètres de distance.

## Historique

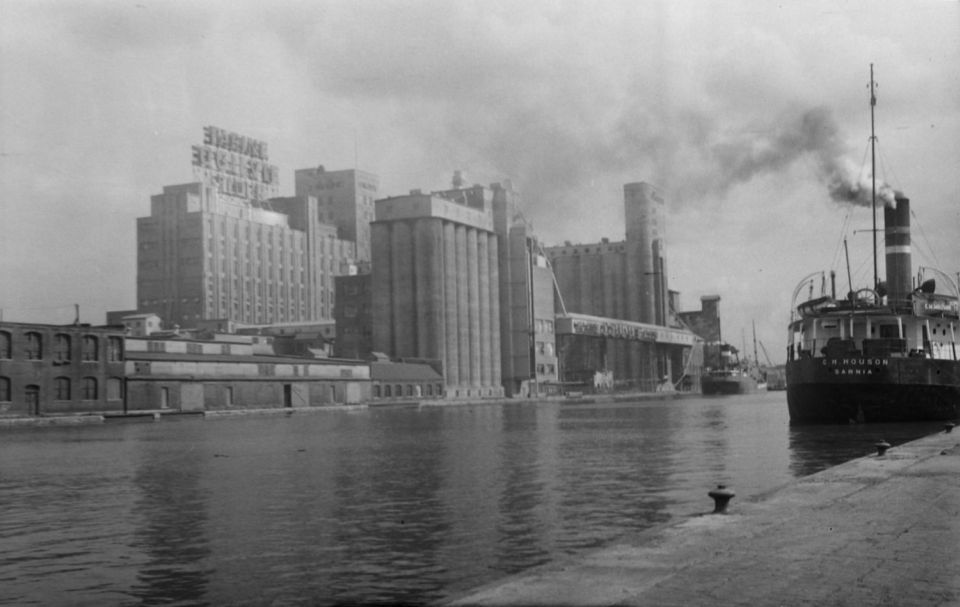
En 1946, Ogilvie Flour Mills Co. Ltd. a ouvert le New Royal Mill à Montréal. Une photo datant de 1948 montre l’enseigne du toit qui épèle ‘FARINE OGILVIE FLOUR’ sur trois lignes.

Construit entre 1941 et 1945 par la compagnie Ogilvie Flour Mill, l'élévateur fut construit dans un secteur industriel du havre de Montréal. Le premier néon portait le nom de Farine Ogilvie Flour et, à la suite de l'acquisition en 1954 de la marque Five Roses Flour (en), le nom a changé pour Farine Five Roses Flour. La loi 101 a forcé le retrait du mot Flour de l'enseigne pour porter le nom Farine Five Roses exclusivement.

## Localisation
L'élévateur de la compagnie Archer Daniels Midland (ADM) est localisé dans la partie extrême ouest du Vieux-Port de Montréal à proximité du bassin Peel du canal Lachine. Il est situé dans la rue Mill, près de la rue Riverside.
Cette localisation permettait, durant l'industrialisation de Montréal, un accès facile par les voies de transport maritimes ainsi que l'utilisation de matières comme l'eau, qui servait à faire fonctionner l'usine.

## Enseigne Farine Five Roses

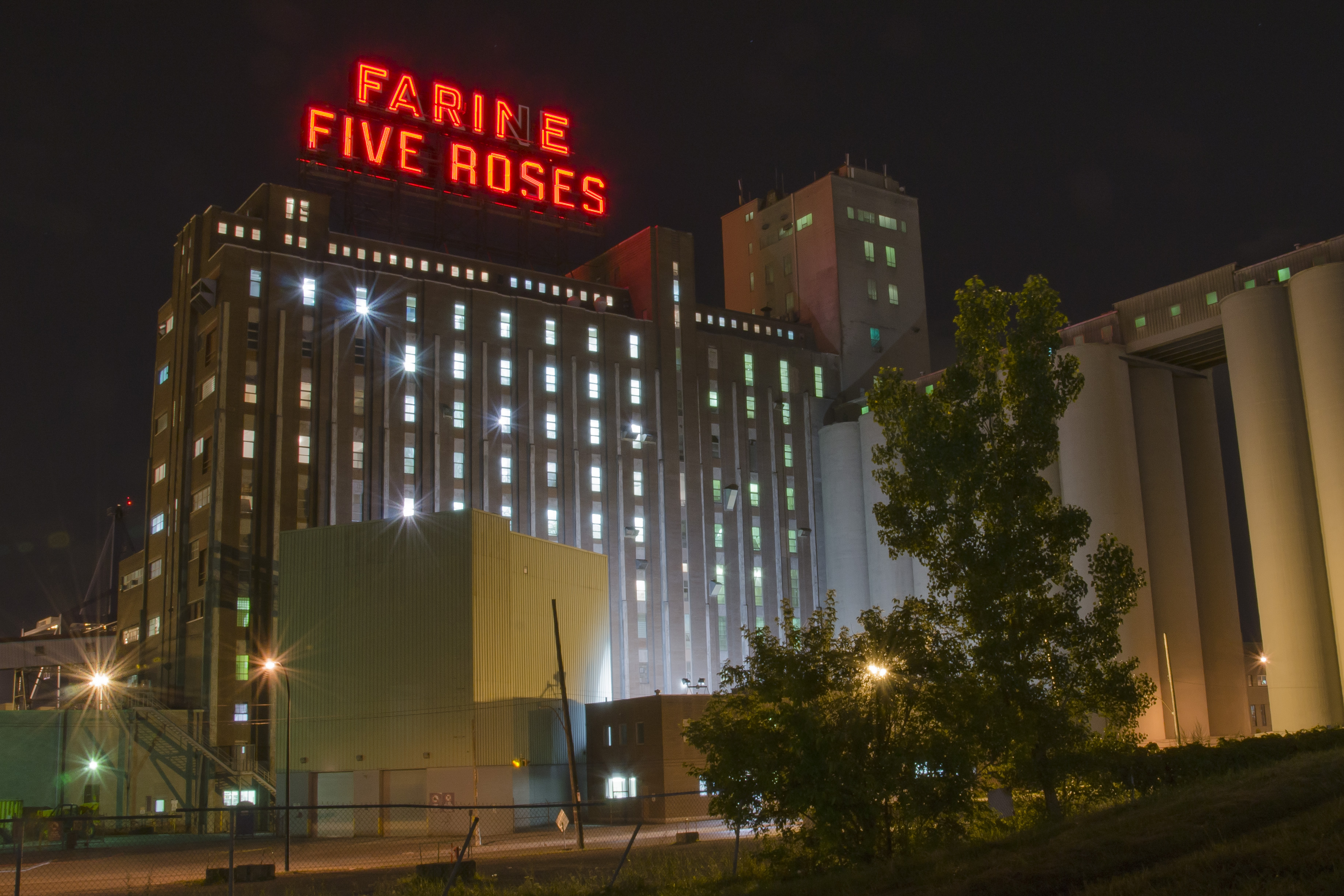
Minoterie ADM.

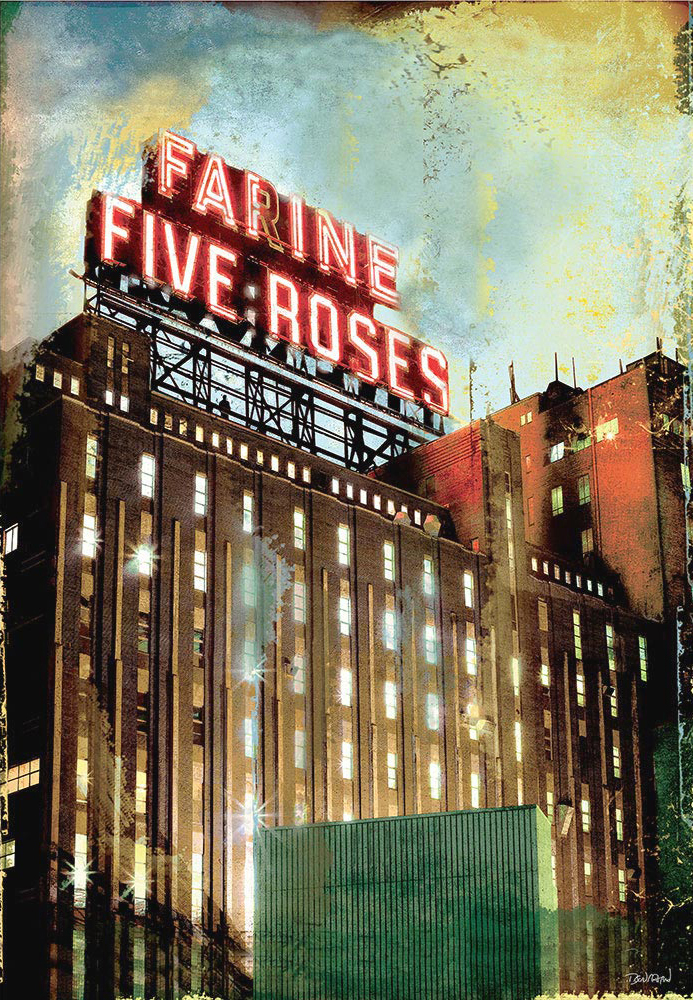
Vue artistique de l'édifice (Pascal Normand, 2011

L'enseigne lumineuse Farine Five Roses est un néon publicitaire installé sur le toit de la minoterie. Elle a été qualifiée d'« icône du patrimoine industriel de Montréal » et figure dans un palmarès des 15 symboles les plus emblématiques de Montréal. Il illumine une des principales entrées de la ville (entrée autoroute Bonaventure). 
En 1948, une première enseigne a été installée sur le toit du silo par son propriétaire, Ogilvie Flour Mills. Elle portait alors l'inscription « Farine Ogilvie Flour ». En 1954, Ogilvie Flour Mills achète Lake of the Woods Milling Company (en), ainsi que sa meilleure marque de farine, Five Roses. Au cours des années 1960, l'enseigne est changée pour « Farine Five Roses Flour ».
En 1977, le mot « flour » est retiré de l'écriteau bilingue, en raison de l'adoption de la Charte de la langue française.
L'existence du néon a failli prendre fin en 2005, car la compagnie ne voyait pas l'intérêt de le conserver sur le toit de l'édifice de couleur brune. La continuité de l'existence du néon repose sur les nombreux efforts de la part d'organismes montréalais qui voyaient le caractère patrimonial de ce néon dans la riche histoire industrielle de Montréal.
En 2013, The J.M. Smucker Company investit une somme avoisinant un million de dollars pour la réparation et la conservation de l'enseigne.

## Rôle économique
La minoterie ADM est l'une des deux minoteries de farine en fonction avec celle de Robin Hood dans le quartier Petite-Bourgogne de l'arrondissement Le Sud-Ouest de Montréal. Elle contient plus de 75 silos de blé.